# Station Aguilcourt - Variscourt
Station Aguilcourt-Variscourt is een spoorwegstation in de Franse gemeente Variscourt.